# Sébastien Philippe
Sébastien Philippe (ur. 8 lutego 1975 roku w Villeurbanne) – francuski kierowca wyścigowy.

## Kariera
Philippe rozpoczął karierę w międzynarodowych wyścigach samochodowych w 1993 roku od startów w Francuskiej Formule Renault Campus, gdzie odniósł trzy zwycięstwa. Z dorobkiem 238 punktów zdobył tytuł mistrzowski. W późniejszych latach Francuz pojawiał się także w stawce Francuskiej Formuły Renault, Francuskiej Formuły 3, Masters of Formula 3, Grand Prix Monako Formuły 3, French GT Championship, 1000 km Suzuka, Japońskiej Formuły 3, Brytyjskiej Formuły 3, Formuły 3 Korea Super Prix, Grand Prix Makau, All-Japan GT Championship, JGTC All-Star USA 200 oraz Super GT.